# Associazione Calcio Venezia 1996-1997
Questa voce raccoglie le informazioni riguardanti l'Associazione Calcio Venezia nelle competizioni ufficiali della stagione 1996-1997.

## Stagione
Nella stagione 1996-1997 il Venezia disputa il campionato di Serie B, la squadra aeancioneroverde di Maurizio Zamparini raccoglie 46 punti, che hanno significato il tredicesimo posto ed il mantenimento della categoria. La stagione inizia con Gianfranco Bellotto in panchina, ma si tratta di un esordio incerto, con l'eliminazione nel primo turno di Coppa Italia per mano dell'Avellino, squadra di terza serie, in campionato un punto raccolto nelle prime due gare, e Zamparini corre subito ai ripari esonerando il tecnico e affidando la squadra a Franco Fontana coadiuvato da Walter De Vecchi. Al termine del girone di andata i lagunari hanno 21 punti e sono quint'ultimi. A fine marzo il Venezia ha 32 punti e naviga in una zona relativamente tranquilla, nonostante questo il patron torna all'antico, richiamando in panca Gianfranco Bellotto, che traghetta i veneti per le ultime dieci giornate, nel porto di una tranquilla salvezza. La miglior sorpresa della stagione lagunare è il rendimento del giovane centravanti Claudio Bellucci, un romano cresciuto nella Sampdoria, al suo primo campionato di Serie B realizza 20 reti in campionato ed un centro nell'unico incontro di Coppa Italia.

## Rosa
| N. |                   | Ruolo | Calciatore           |
| -- | ----------------- | ----- | -------------------- |
|    | Italia (bandiera) | C     | Michele Baldi        |
|    | Italia (bandiera) | D     | Fabiano Ballarin     |
| 11 | Italia (bandiera) | A     | Claudio Bellucci     |
|    | Italia (bandiera) | C     | Paolo Benetti        |
| 2  | Italia (bandiera) | D     | Emanuele Brioschi    |
|    | Italia (bandiera) | D     | Maurizio Coletto     |
| 28 | Italia (bandiera) | D     | Alessandro Dal Canto |
|    | Italia (bandiera) | C     | Stefano De Agostini  |
|    | Italia (bandiera) | A     | Enrico Fantini       |
| 6  | Italia (bandiera) | D     | Giancarlo Filippini  |
| 8  | Italia (bandiera) | C     | Roberto Fogli        |
|    | Italia (bandiera) | A     | Ciro Ginestra        |
|    | Italia (bandiera) | A     | Stefano Ghirardello  |
| 29 | Italia (bandiera) | P     | Attilio Gregori      |

| N. |                   | Ruolo | Calciatore          |
| -- | ----------------- | ----- | ------------------- |
|    | Italia (bandiera) | D     | Alessandro Lamonica |
| 26 | Ghana (bandiera)  | A     | Nii Lamptey         |
|    | Italia (bandiera) | P     | Marco Landucci      |
|    | Italia (bandiera) | D     | Marco Malagò        |
| 15 | Italia (bandiera) | D     | Nicola Marangon     |
|    | Italia (bandiera) | C     | Dario Passoni       |
|    | Italia (bandiera) | D     | Simone Pavan        |
|    | Italia (bandiera) | C     | Francesco Pedone    |
| 7  | Italia (bandiera) | A     | Davide Pellegrini   |
|    | Italia (bandiera) | P     | Andrea Pierobon     |
|    | Italia (bandiera) | A     | Stefano Polesel     |
| 27 | Italia (bandiera) | A     | Andrea Silenzi      |
|    | Italia (bandiera) | C     | Cristiano Zanetti   |
| 22 | Italia (bandiera) | C     | Mauro Zironelli     |

## Risultati

### Serie B

#### Girone di andata
| Arbitro: | Dagnello (Trieste) |

|                                  |           |           |
| Marangon 17’ (aut.) Biliotti 69’ | Marcatori | 48’ Baldi |

| Arbitro: | Messina (Bergamo) |

|                 |           |                 |
| C. Bellucci 67’ | Marcatori | 56’ Cristallini |

| Arbitro: | Pairetto (Nichelino) |

|                   |           |             |
| Montrone 15’, 76’ | Marcatori | 57’ Benetti |

| Arbitro: | Bonfrisco (Monza) |

|  |           |                    |
|  | Marcatori | 82’ (aut.) Benetti |

| Arbitro: | Nicchi (Arezzo) |

|                    |           |                 |
| Dionigi 10’ (rig.) | Marcatori | 69’ C. Bellucci |

| Arbitro: | Ercolino (Cassino) |

|                              |           |  |
| Di Michele 14’ Zanchetta 74’ | Marcatori |  |

| Arbitro: | Branzoni (Pavia) |

|                                  |           |             |
| C. Bellucci 22’, 65’ Fantini 42’ | Marcatori | 56’ Barraco |

| Arbitro: | Rodomonti (Teramo) |

|                   |           |               |
| Hubner 30’ (rig.) | Marcatori | 56’ Zironelli |

| Arbitro: | Lana (Torino) |

|  |           |             |
|  | Marcatori | 53’ Cavallo |

| Arbitro: | Racalbuto (Gallarate) |

|           |           |              |
| Manzo 16’ | Marcatori | 62’ Brioschi |

| Arbitro: | Bolognino (Milano) |

|                                           |           |                          |
| C. Esposito 9’ (rig.), 40’ Bertarelli 90’ | Marcatori | 7’ Baldi 34’ C. Bellucci |

| Arbitro: | Sirotti (Forlì) |

|                                       |           |  |
| Alfieri 59’ (aut.) Silenzi 88’ (rig.) | Marcatori |  |

| Arbitro: | Nucini (Bergamo) |

|              |           |  |
| Brioschi 90’ | Marcatori |  |

| Arbitro: | Borriello (Mantova) |

|                                 |           |             |
| Ripa 25’ Guerrero 60’ Volpi 80’ | Marcatori | 69’ Silenzi |

| Arbitro: | Rossi (Ciampino) |

|                                           |           |             |
| Silenzi 26’ C. Bellucci 63’ Zironelli 90’ | Marcatori | 27’ Guidoni |

| Arbitro: | Pellegrino (Barcellona Pozzo di Gotto) |

|                    |           |                 |
| Maspero 47’ (rig.) | Marcatori | 60’ C. Bellucci |

| Arbitro: | Gronda (Genova) |

|             |           |             |
| Polesel 30’ | Marcatori | 88’ Passoni |

| Arbitro: | Branzoni (Pavia) |

|           |           |  |
| Tosto 25’ | Marcatori |  |

| Arbitro: | Tombolini (Ancona) |

|                                         |           |  |
| C. Bellucci 21’, 74’ Polesel 89’ (rig.) | Marcatori |  |

#### Girone di ritorno
| Venezia 2 febbraio 1997 20ª giornata | Venezia            | 0 – 0 | Ravenna | Stadio Pierluigi Penzo\| Arbitro: \| Gambino (Barletta) \| |
| Arbitro:                             | Gambino (Barletta) |       |         |                                                            |

| Arbitro: | Nucini (Bergamo) |

|                    |           |                    |
| Gregori 12’ (aut.) | Marcatori | 84’ (rig.) Polesel |

| Arbitro: | Trentalange (Torino) |

|                 |           |                   |
| C. Bellucci 31’ | Marcatori | 20’ De Franceschi |

| Arbitro: | De Santis (Tivoli) |

|                               |           |                               |
| Macellari 14’ F. Palmieri 38’ | Marcatori | 35’ Zironelli 42’ C. Bellucci |

| Arbitro: | Gronda (Genova) |

|              |           |  |
| Brioschi 77’ | Marcatori |  |

| Arbitro: | Bonfrisco (Monza) |

|                      |           |                |
| C. Bellucci 43’, 78’ | Marcatori | 12’ Di Michele |

| Arbitro: | Gambino (Barletta) |

|                   |           |                               |
| Hoop 45’ Favi 86’ | Marcatori | 30’ Zironelli 42’ C. Bellucci |

| Arbitro: | Farina (Novi Ligure) |

|  |           |              |
|  | Marcatori | 87’ Salvetti |

| Arbitro: | Ercolino (Cassino) |

|                                            |           |  |
| Bortolazzi 13’ D. Morello 26’ Rutzittu 37’ | Marcatori |  |

| Arbitro: | Nucini (Bergamo) |

|                                     |           |          |
| Zanuttig 12’ (aut.) C. Bellucci 29’ | Marcatori | 53’ Paci |

| Venezia 20 aprile 1997 30ª giornata | Venezia            | 0 – 0 | Empoli | Stadio Pierluigi Penzo\| Arbitro: \| Dagnello (Trieste) \| |
| Arbitro:                            | Dagnello (Trieste) |       |        |                                                            |

| Arbitro: | Gronda (Genova) |

|               |           |                                          |
| Margiotta 27’ | Marcatori | 6’ Silenzi 49’ Zironelli 62’ C. Bellucci |

| Arbitro: | Lana (Torino) |

|            |           |                 |
| Spinesi 8’ | Marcatori | 39’ C. Bellucci |

| Venezia 11 maggio 1997 33ª giornata | Venezia            | 0 – 0 | Bari | Stadio Pierluigi Penzo\| Arbitro: \| Bolognino (Milano) \| |
| Arbitro:                            | Bolognino (Milano) |       |      |                                                            |

| Arbitro: | Dagnello (Trieste) |

|                      |           |                            |
| Tatti 23’ Miceli 90’ | Marcatori | 47’ Pedone 49’ C. Bellucci |

| Arbitro: | Rossi (Ciampino) |

|                                                  |           |                    |
| Zironelli 80’ Polesel 81’ C. Bellucci 83’ (rig.) | Marcatori | 13’, 45’ Mirabelli |

| Arbitro: | Serena (Bassano del Grappa) |

|                                        |           |                                    |
| Cerbone 4’, 72’ Cossato 40’ Guerra 74’ | Marcatori | 38’ (aut.) Zamboni 82’ C. Bellucci |

| Arbitro: | Bolognino (Milano) |

|            |           |               |
| Pedone 18’ | Marcatori | 15’ Ricchetti |

| Arbitro: | Branzoni (Pavia) |

|                                    |           |              |
| Pirlo 11’ Binz 41’ Neri 56’ (rig.) | Marcatori | 22’ Ginestra |

### Coppa Italia
| Arbitro: | Rossi (Ciampino) |

|                                       |           |                 |
| D'Ainzara 22’ Menolascina 103’ (rig.) | Marcatori | 19’ C. Bellucci |